# Lingue maleo-polinesiache nucleari
Le lingue maleo-polinesiache nucleari costituiscono un ramo della famiglia linguistica austronesiana, proposto nel 2002 dai linguisti Fay Wouk e Malcolm Ross, e si pensa che possano essersi diffuse partendo dall'isola di Sulawesi. Sono state definite  "nucleari" perché esse concettualmente rappresenterebbero il nucleo del gruppo di lingue maleo-polinesiache, sia per quanto riguarda il ramo malese che quello polinesiano. È possibile ritrovare lingue appartenenti alle maleo-polinesiache nucleari in tutta l'Indonesia, partendo dal Borneo centrale, Sabah e dal nord di Sulawesi, fino alla Melanesia ed al Pacifico.
Le lingue maleo-polinesiache nucleari sarebbero quelle che hanno abbandonato l'allineamento austronesiano ereditato dal proto maleo-polinesiaco. Questo include i raggruppamenti geografici tradizionali:  lingue maleo-polinesiache centrali, lingue maleo-polinesiache orientali e parzialmente le lingue maleo-polinesiache occidentali, che Wouk e Ross hanno chiamato lingue maleo-polinesiache occidentali interne (Inner Western Malayo-Polynesian in inglese).

## Lingue
Il gruppo maleo-polinesiaco nucleare è composto da un gran numero di piccoli ceppi linguistici di incerta collocazione. Quelli che seguono  sono in gran parte condivisi dagli studiosi (che riconoscono l'esistenza del gruppo):
- lingua chamorro
- lingua palauana
- lingue tamanic (Mbaloh)
- lingue di Sulawesi meridionale[1]
- lingue celebiche
- lingue mokle
- lingue chamic
- lingue bata
- lingua gayo
- lingua enggano
- lingua mentawai
- lingua nias
- lingua sikule
- lingua simeulue
- lingua rejang
- lingue lampung–lingua sundanese
- lingua giavanese
- lingua madurese
- lingua banjar
- lingue malayic
- lingue bali–sasak
- lingue sumba–flores
- lingua irarutu (Kasira)
- lingue selaru
- lingua yamdena
- lingue kei–tanimbar
- lingue bomberai settentrionali
- lingua kowiai
- lingue maluku centro-orientali
- lingue sula–buru
- lingue timor–babar
- lingue damar occidentali
- lingue teor–kur
- lingue halmahera meridionali
- lingue raja ampat
- lingue bedoanas–erokwanas ("Bomberai")
- lingue biakic (Cenderawasih)
- lingue yapen–lingua waropen (Cenderawasih)
- lingua mor (Cenderawasih)
- lingua iresim
- lingua tandia
- lingua yaur
- lingua yeretuar
- lingue oceaniche

### ABVD (2008)
Un'analisi del 2008 da parte dell'Austronesian Basic Vocabulary Database ha trovato un moderato numero di riscontri lessicali per una definizione sintattica della famiglia di lingue maleo-polinesiache nucleari, con un grado di sicurezza del 75%, all'interno di una ben supportata famiglia indo-melanesiana (lingue dell'Indonesia, Melanesia e del Pacifico, a parte le lingue sulawesi settentrionali).